# François Albera
François Albera, né en 1948 à Genève, est un historien de l'art, un critique de cinéma et un historien du cinéma, professeur d'histoire et d'esthétique du cinéma à l'université de Lausanne.
Il a publié de nombreux ouvrages et articles, notamment sur les avant-gardes et le cinéma soviétique (1920-1930),. Il est spécialisé dans la théorie et l’histoire du cinéma en Europe.

## Biographie
François Albera crée avec Francis Reusser la section audiovisuelle de l’École supérieure d'art visuel de Genève (Atelier Cinéma/Video). Il est fondateur de la Section d'Histoire et esthétique du cinéma de l'université de Lausanne.
En 1989, il publie Eisenstein et le constructivisme russe aux Éditions L'Âge d'Homme (réédition augmentée chez Mimésis, 2019). En 1995 il reçoit le Prix Jean Mitry pour Albatros, des Russes à Paris (1919-1929) chez Mazzotta et en 2005, le Prix littéraire du syndicat de la critique de cinéma pour L'Avant-garde au cinéma édité chez Armand Colin. En 2014, il dirige un ouvrage collectif sur Les avant-gardes russes et le sport accompagnant une exposition du Musée olympique de Lausanne.
En 2015, il dirige un ouvrage collectif sur le sujet du « film sur l'art », édité aux Presses universitaires de Rennes. Il a édité des textes inédits d'Eisenstein (Cinématisme, éditions Complexe, 1980, réédition Les presses du réel, 2009 ; Le Mouvement de l'art, éditions du Cerf, 1985 ; Glass House, éditions Les presses du réel, 2009), de Lev Kouléchov (L'Art du cinéma et autres écrits, 1917-1934, L'Âge d'Homme, 1995), de Boris Barnet (Festival international du film de Locarno, 1985), des Formalistes russes (Poétique du film, édition Nathan, 1996, rééd. L'Âge d'Homme, 2008), de Dziga Vertov (L'Œil de la révolution. Écrits sur le cinéma, Les presses du réel, 2019). Il a récemment publié Puissances du cinéma (L'Âge d'Homme, 2016) et Le cinéma au défi des arts (Yellow Now, 2019).
Il est également directeur de recherche au Fonds de la recherche scientifique et rédacteur en chef de 1895 revue d'histoire du cinéma.

## Publications

### Sélection d'articles
- « Études cinématographiques et histoire de l’art », Perspective, 3 | 2006, 433-460 [Mis en ligne le 31 mars 2018, consulté le 28 janvier 2022. URL : http://journals.openedition.org/perspective/4257 ; DOI : https://doi.org/10.4000/perspective.4257].